# Ideapark

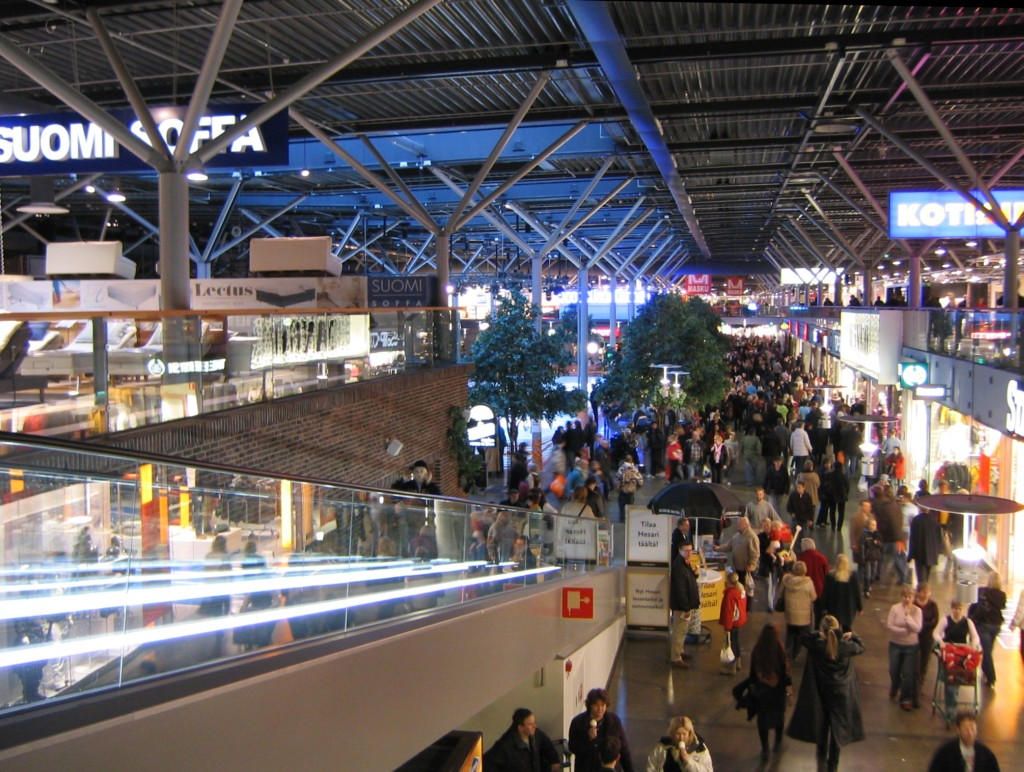
Innenansicht des Ideapark

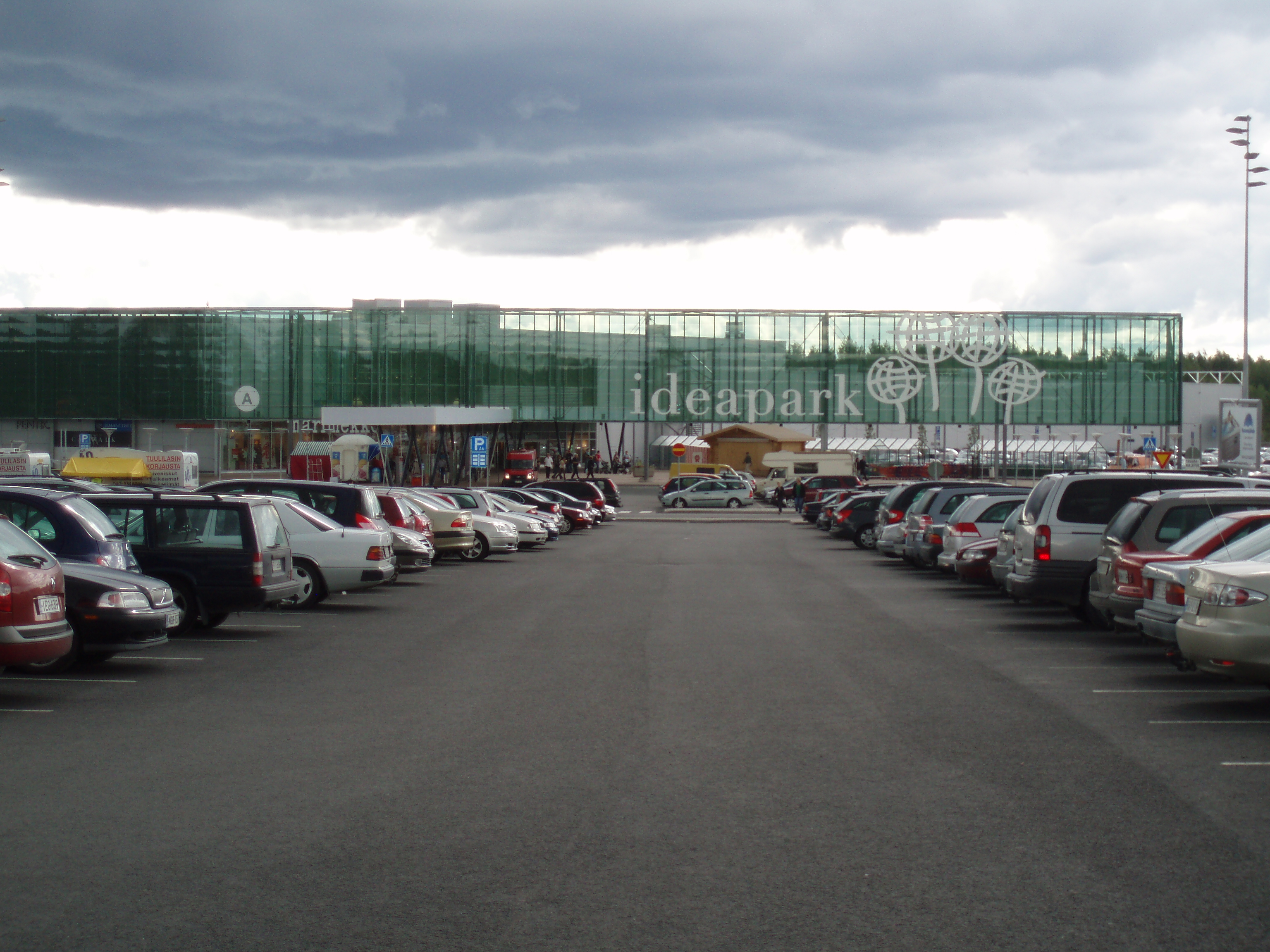
Ideapark vom Parkplatz aus gesehen

Ideapark ist ein Einkaufszentrum in der südfinnischen Gemeinde Lempäälä und in der nordfinnischen Stadt Oulu. Mit etwa 200 Geschäften auf einer Fläche von etwa 100.000 m² in Lempäälä ist es eines der größten Einkaufszentren der Nordischen Länder. Ein Rundgang im Gebäude ist 1,2 km lang.  Neben dem im Jahr 2006 eröffneten ursprünglichen Ideapark in Lempäälä plante der Haupteigentümer, der Unternehmer Toivo Sukari, einige weitere gleichnamige Einkaufszentren an anderen Orten. Viele konnten aber nicht realisiert werden. Im Jahr 2014 wurde der zweite Ideapark in Oulu eröffnet.

## Ideapark Lempäälä
Das Einkaufszentrum liegt auf dem Gebiet der Gemeinde Lempäälä im Südwesten Finnlands, an der Autobahn zwischen Helsinki und Tampere. Nach Tampere sind es etwa 15 km in nördlicher und nach Helsinki etwa 150 km in südlicher Richtung. Das Gemeindezentrum Lempääläs liegt etwa 6 km südwestlich vom Ideapark. Weil Lempäälä selbst eine eher kleine Gemeinde ist, besteht die Kundschaft des Einkaufszentrums hauptsächlich aus von der Autobahn her kommenden Einkaufstouristen, für die 4000 kostenlose Parkplätze zur Verfügung stehen.
In der eigenen Werbung wird Ideapark nicht als Einkaufszentrum, sondern als „Geschäftsstadt“ bezeichnet. Das Innere des Gebäudes soll an eine richtige Stadt erinnern, inklusive „Altstadt“ und „Zentralpark“. Es gibt etwa 200 Geschäfte, Cafés und Restaurants, von kleinen Boutiquen bis zu großen Kaufhäusern. Die Betonung liegt auf Mode-, Freizeit- und Möbelgeschäften, der Anteil an Lebensmittelgeschäften ist am geringsten. Das Angebot beinhaltet sowohl einheimische wie internationale Marken. Im Ideapark befinden sich beispielsweise Filialen von Marimekko, Pentik, Esprit, H&M, Mango, Marc O’Polo, Tommy Hilfiger, The Body Shop und Alko. Im Gebäude befindet sich weiterhin ein Vergnügungspark namens Fun Park.
Die Idee für das Projekt kam den Unternehmern Toivo Sukari und Toni Virkkunen im Jahr 2003. Sukari übernahm in der Folge die Hauptrolle und finanzierte einen großen Teil des Projekts selbst, da sich anfänglich keine weiteren Investoren fanden. Laut einem Artikel der Zeitung Etelä-Suomen Sanomat aus dem Jahr 2007 betrugen die Baukosten etwa 120 Millionen Euro. Die Mieterträge seien 15 Millionen Euro im Jahr, der geschätzte Wert des Einkaufszentrums liege bei 200 Millionen Euro.
Ursprünglich plante Sukari einige Erweiterungen, um noch mehr Besucher anzulocken. Geplant war eine Schwimmhalle bzw. ein Spa, ein künstlicher Skitunnel und ein 25-stöckiges Hotel. Der Bau der Erweiterungen begann im Jahr 2009 mit dem Ausheben einer unterirdischen Höhle für die Schwimmhalle. Im September 2010 gab Sukari die Pläne allerdings auf, nicht zuletzt weil er Probleme hatte, Investoren zu finden. In der bereits ausgehobenen Höhle wollte Sukari daraufhin einen Vergnügungspark mit Piraten-Thema einrichten. Angrenzend an den Ideapark ist ein „Retail Park“ namens Areena geplant.

## Geplante weitere Ideaparks
Nach der Eröffnung des Ideapark in Lempäälä machte Sukari ähnliche Pläne für mehrere andere finnische Orte. Diese Pläne konnten jedoch wegen finanzieller Schwierigkeiten und wegen Widerständen bei den Genehmigungsverfahren nicht verwirklicht werden.
Der Plan zu einem Ideapark im ostfinnischen Pieksämäki wurde im Januar 2008 bekannt. Das Einkaufszentrum hätte 2010 fertiggestellt werden sollen. Die Kopie wäre weitgehend mit dem Ideapark von Lempäälä identisch gewesen und hätte schätzungsweise 1000 Arbeitsplätze geschaffen. Neben dem Einkaufszentrum sollten ein neuer Busbahnhof und ein neuer Bahnhof in Pieksämäki entstehen. Geplant war auch eine Direktverbindung mit dem Zug von Sankt Petersburg zum „Bahnhof Ideapark“.
In Planung war auch ein Ideapark in Kiiminki bei Oulu im nördlichen Finnland. Hier sollte u. a. eine Kopie der Titanic in Originalgröße gebaut werden. Weitere Ideaparks waren für Lapua und Vihti geplant.

## Kontroverse
Sukaris Expansionspläne erregten in der finnischen Öffentlichkeit viel Aufsehen und wurden kontrovers diskutiert. Während die Gemeinden, auf deren Gebiet die neuen Einkaufszentren entstanden wären, wegen der Arbeitsplätze und wegen der erhöhten Steuereinnahmen die Pläne befürworteten, war das Ideapark-Konzept auch heftiger Kritik ausgesetzt, u. a. von Umweltverbänden und von dem damaligen Wohnungsbauminister Jan Vapaavuori (Sammlungspartei), der bei den Ideapark-Genehmigungsverfahren eine wichtige Rolle spielte. Den Kritikern zufolge handelt es sich beim Ideapark um ein überproportioniertes und praktisch nur mit dem Auto erreichbares Einkaufszentrum „auf der grünen Wiese“. Es diene in erster Linie nicht der lokalen Nachfrage, sondern solle vor allem Autofahrer aus einem sehr weiten Umkreis anlocken. Dies sei mit den Klimaschutzzielen nicht zu vereinbaren und trage zum Geschäftssterben in den eigentlichen Ortszentren bei, was wiederum negative Auswirkungen auf die gesamte Siedlungsstruktur der betroffenen Region habe.
Weiterhin wurde Sukari vorgeworfen, er habe Politiker bestochen, um diese bei den Genehmigungsverfahren wohlwollend zu stimmen. Im Jahr 2012 wurde er vom Amtsgericht Helsinki wegen „schwerer Bestechung“ (törkeä lahjuksen antaminen) zu einer Bewährungsstrafe von acht Monaten verurteilt. Sukari kündigte umgehend an, er werde Berufung einlegen.

## Ideapark Oulu
Am 27. Oktober 2014 eröffnete in Oulu ein weiterer Ideapark im Stadtteil Ritaharju. Dieser Ideapark befindet sich auf einer Größe von ca. 2,5 Hektar. Im ersten Jahr nach der Eröffnung gab es ca. 3 Millionen Besucher. Es wird bereits eine Erweiterung des Ideaparks gebaut, sodass die Fläche ca. 3 Hektar groß ist und eine Ladenerweiterung von ca. 3000 Quadratmetern umgesetzt wird. Nach Angaben der Firma wird die Erweiterung im April 2016 fertiggestellt.